# جزیره روونی
جزیره روونی (انگلیسی: Rovny Island) یک جزیره در سرزمین کامچاتکای کشور روسیه است.